# Masahiro Tanaka
Masahiro Tanaka (japanisch 田中将大; * 1. November 1988 in Itami, Präfektur Hyōgo) ist ein japanischer Baseballspieler in der US-amerikanischen Major League Baseball (MLB) auf der Position des Pitchers, der seit 2014 für die New York Yankees spielt.

## Leben
Masahiro Tanaka wurde am 1. November 1988 als ältestes von zwei Kindern geboren. Nach dem Schulabschluss wollten ihn die japanischen Profimannschaften Hokkaidō Nippon Ham Fighters, Yokohama DeNA BayStars, Tōhoku Rakuten Golden Eagles und Orix Buffaloes unter Vertrag nehmen. Beim Draft im Herbst 2006 wurde Tanaka in der ersten Runde von den Golden Eagles gedraftet.
Tanaka feierte sein Debüt als professioneller Baseballspieler im Alter von 18 Jahren zur Saisoneröffnung der Golden Eagles am 29. März 2007 auf der Position des Pitchers. Er beendete die Saison mit elf gewonnenen und sieben verlorenen Spielen in 28 Starts, bei einer Earned Run Average (ERA) von 3.82.
Mit der Nationalmannschaft nahm er 2008 an den Olympischen Sommerspielen in Peking teil, ein Jahr später gewann er die Goldmedaille beim World Baseball Classic. Eine weitere Goldmedaille gewann er bei den Olympischen Sommerspielen 2020 in Tokio (ausgetragen 2021).
Bereits im Januar 2013 äußerte Tanaka öffentlich Interesse daran, zur Saison 2014 in die MLB zu wechseln. Im Dezember 2013 wurde Tanaka von den MLB-Teams mit hohen Bonus-Zahlungen umworben. So boten ihm unter anderem die Arizona Diamondbacks, die New York Yankees, die Texas Rangers, die Los Angeles Dodgers, die Chicago Cubs, die Los Angeles Angels, die Boston Red Sox, die Atlanta Braves, die Chicago White Sox und die Seattle Mariners einen Signing Bonus von über 20 Millionen US-Dollar an. Im Januar 2014 unterschrieb Tanaka einen Vertrag bei den New York Yankees aus der American League (AL).

## Privates
Im 2012 kündigte Tanaka seine Hochzeit mit der Schauspielerin Mai Satoda an. Die beiden heirateten im selben Jahr und haben einen gemeinsamen Sohn.